# Valerio Adami
Pour les articles homonymes, voir Adami.
Valerio Adami, né le 17 mars 1935 à Bologne, est un peintre italien.

## Biographie
Valerio Adami, le plus français des peintres italiens, est surtout connu pour ses célèbres aplats aux couleurs acidulées et ses formes cernées par un contour noir qui font penser à la ligne claire de la bande dessinée mais aussi aux vitraux des églises. Les principaux thèmes de ses peintures sont la littérature, les voyages, ainsi que les relations entre poésie, musique et peinture. Il a aussi entretenu dès ses débuts des rapports étroits avec les écrivains et les artistes de l'avant-garde internationale parisienne.
Adami se forme à travers l'atelier de Felice Carena et rencontre à Venise Oskar Kokoschka. Après avoir étudié la peinture à l’Académie de Brera, à Milan, dans l’atelier d’Achille Funi, entre 1951 et 1954, Valerio Adami donne de premières toiles qui se rattachent à l’expressionnisme mais, très rapidement, il trouve un style propre, fait de formes cernées fortement par une ligne épaisse et traitées en aplats de couleurs pures (influence surréaliste qui demeure sous-jacente dans son œuvre) et sans ombres.
Lors de son premier voyage à Paris (1955), il rencontre Wifredo Lam et Roberto Matta. Il obtient sa première exposition personnelle à Milan en 1958 et y expose ses premières œuvres influencées par Matta. À partir de cette date, il partage sa vie entre l’Italie et Paris tout en effectuant de nombreux voyages à travers le monde : Amérique du Sud, Inde (1957), Cuba (1967), Mexique (1970), etc. En 1968, il expose ses travaux au Musée juif de New York, en 1970 à Mexico et à Jérusalem.
En 1962, il épouse Camilla Cantoni Mamiani della Rovere, peintre également sous le nom de Camilla Adami.
Au cours des années 1970, Adami s’affirme comme un des représentants notables de la Nouvelle figuration. Il développe un style pictural psychologique caractérisé par le dessin élaboré, que la couleur a pour fonction de détourner, modifier ou amplifier. Ses œuvres se singularisent par la saturation des surfaces coloriées où ne subsiste aucun blanc, aucune trace de doute ou d’inachèvement.
Il définit le tableau comme « une proposition complexe, où des expériences visuelles antérieures forment des combinaisons imprévisibles ». Le caractère figuratif de ses œuvres, minutieusement élaboré par de nombreux dessins préparatoires, ne doit pas faire illusion : il s’agit d’une reconstruction de la perception visant à l’appropriation d’images et non une référence directe à la réalité vue (« le tableau n’est pas fait de la même substance que la vision »). Les personnages, objets, paysages s’articulent en des compositions complexes où les rapports classiques d’espace et de profondeur sont entièrement bouleversés. Mais Adami a souvent été traité de "peintre classique" à cause de son travail sur la ligne. Cependant, il n'est jamais tombé dans "la redondance néo-classique des postmodernes".
En 1970, Adami s’installe à Paris où l’ARC — au musée d'Art moderne de Paris — lui consacre une exposition. En 1985, son œuvre fait l’objet d’une importante rétrospective au Centre Georges-Pompidou, et expose ensuite à Tel Aviv et à Buenos Aires. De 1970 à 1994, il expose à la Galerie Maeght à Paris.
Son travail sur la mémoire, individuelle puis collective, le conduit à aborder dans les années 1970 des portraits de célébrités – James Joyce, Freud, Walter Benjamin – puis des paysages et des événements historiques – la Révolution française – intégrant des mots-titres peints avec soin qui font référence à la peinture ancienne. L’importance attachée par Adami au dessin, la manière dont il rapproche des éléments culturels, a été commentée par des philosophes comme Jacques Derrida ou Gilles Deleuze. Jean-François Lyotard lui a aussi consacré plusieurs études notamment sur son évolution. Il résume son travail par époque : les années 1960 correspondant au dénombrement des objets « que la consommation taille dans l'âme et le corps » ; les années 1970 marquant une série de portraits de penseurs, d'écrivains, de politiques de la « renaissance moderniste » et les années 1980 qui correspondent aux « Mémoires de l'amour, offrandes à l'impossible union, ex-voto aux métamorphoses du désir, monuments à la séparation et à la mort ».
Depuis la fin des années 1980, Adami a exécuté des peintures murales à grande échelle pour divers bâtiments publics : notamment en 1973-1974 pour la First National City Bank de Madison et en 1989 pour le foyer-bar du Théâtre du Châtelet à Paris. En 1985 il participe à la Biennale de Paris. Il réalise également huit vitraux pour l’hôtel de ville de Vitry-sur-Seine (1985) et des tableaux monumentaux pour la salle des Pas perdus de la gare de Paris-Austerlitz (1992). En 1993-1994, il a aussi réalisé quatre peintures monumentales pour le Park Hyatt Tower Hôtel à Tokyo, œuvre de l'architecte japonais Kenzō Tange.
Depuis 2004, une importante rétrospective lui a été consacré au Musée Frissiras d'Athènes, et Adami a ensuite enchaîné plusieurs expositions personnelles en Italie, Finlande et Espagne. Actuellement, il travaille à la création d'une fondation consacrée au dessin à Meina en Italie. En 2008, une rétrospective lui sera consacrée à la fondation Pomodoro de Milan.
Enfin on peut dire d'Adami que "Derrière sa froideur apparente, on pourrait dire l'élégance un peu dandy de la forme, Adami cache inquiétude, nervosité, impatience, et cela se déchiffre encore mieux dans ses dessins, qui procèdent aussi à une sorte d'introspection permanente de son travail, comme une sorte de journal intime." (principale source).
Il est représenté par la Galerie Daniel Templon à Paris et Bruxelles et la Galleria André à Rome.

## Expositions
(août 2024).
- 1966 : Museo de Bellas Artes, Caracas, Venezuela
- 1966 : Palais des Beaux-Arts, Bruxelles, Belgique
- 1970 : Rétrospective, Musée d’art moderne de la ville de Paris, Paris, France[6]
- 1972 : Museo de Bellas Artes, Caracas, Venezuela
- 1976 : CAPC - musée d'Art contemporain de Bordeaux, Bordeaux, France
- 1978 : Dessins, Transgaarden de Hellrup, Copenhague, Danemark
- 1979 : Rétrospective, Israël Museum, Jérusalem, Israël
- 1979 : Museo d’Arte Moderno, Ville de Mexico, Mexique
- 1983 : Fuji Television Gallery, Tokyo, Japon
- 1983 : Galerie Maeght, Paris, France
- 1985 : Valerio Adami, Centre Georges Pompidou, Paris, France[7]
- 1986 : Valerio Adami, Palazzo Reale, Milan, Italie[8]
- 1990 : IVAM, Centro Julio Gonzales, Valence, Espagne
- 1994 : Valerio Adami, rétrospective, Musée de Bochum, Bochum, Allemagne
- 1994 : Palazzo Medici Riccardi, Florence, Italie
- 1994 : Magazzini del Sale, Sienne, Italie
- 1996 : Musée des beaux-arts de Tel Aviv, Israël
- 1996 : Palazzo delle Stelline, Milan, Italie
- 1998 : Museo de Bellas Artes de Buenos Aires, Buenos Aires, Argentine
- 1999 : La raccolta Spajani, GAMeC – Galleria d’Arte Moderna e Contemporanea di Bergamo, Bergame, Italie
- 1999 : Pop Art, Tehran Museum of Contemporary Art, Téhéran, Iran
- 2000 : Valerio Adami – Opere 1990–2000, Galleria dello Scudo, Vérone, Italie
- 2002 : Valerio Adami, Marlborough Monaco, Monaco
- 2002 : Marlborough Gallery, New York City, États-Unis
- 2004 : Valerio Adami – Rétrospective, Frissiras Museum, Athènes, Grèce
- 2004 : Préludes et après-ludes, Galerie Daniel Templon, Paris, France
- 2005 : Valerio Adami, Fondation d’Entreprise Espace Écureuil pour l’Art Contemporain, Toulouse, France
- 2006 : Adami d’après Adami, Musée d’art contemporain, Lisbonne, Portugal
- 2007 : Jusqu’ici, Galerie Daniel Templon, Paris, France[9]
- 2008 : Dal progetto all'opera, Galleria André, Rome, Italie[10]
- 2008 : Galerie Michael Haas, Berlin, Allemagne
- 2009 : Valerio Adami: Postlude, Mayor Gallery, Londres, Royaume-Uni
- 2010 : Dessins, Galerie Daniel Templon, Paris, France[11]
- 2010 : Boca Raton Museum of Art, Miami, États-Unis
- 2011 : Galerie IUFM, 11e biennale d’art contemporain de Lyon, Lyon, France
- ?[Quand ?] : Watercolours, Centre d'Art contemporain de Lucca, Lucques, Italie[12]
- 2011 : Quadri di lettura, Padiglione Italia, Biennale de Venise, Venise, Italie
- 2012 : Œuvres graphiques, Nev, Ankara, Turquie
- 2012 : Nouvelles peintures, Photographies (1960-1970), Galerie Daniel Templon, Paris, France
- 2013 : Mosaïques, Musée d’art de la ville de Ravenne, Italie
- 2014 : Valerio Adami, Centre d’art graphique de la Métairie Bruyère, Parly, France
- 2014 : Valerio Adami, Disegnare / Dipingere, Galleria André, Rome, Italie[13]
- 2015 : Valerio Adami, Centre d’art contemporain à cent mètres du centre du monde, Perpignan, France[14]
- 2015 : Grande rétrospective pour les 80 ans de Valerio Adami, exposition itinérante : Musée de Turin, Turin ; Musée de Mantoue, Mantoue, Italie
- 2016 : Transfigurations, 80 œuvres exposées à l'église Saint-Sauveur de Saint-Malo jusqu'au 16 septembre 2016.
- 2016 : Valerio Adami, Fondazione Marconi, Milan, Italie
- 2016 : Valerio Adami, Galerie Daniel Templon, Bruxelles, Belgique[15]
- 2016 : Valerio Adami, Secession, Vienne, Autriche
- 2017 : Valerio Adami - The Narrative Line, The Mayor Gallery, Londres, Royaume-Uni[16]
- 2017 : Metafisiche e metamorfosi, Galleria André, Rome, Italie[17]
- 2018 : Adami : lignes de vie, Musée Jean-Cocteau, Collection Séverin Wunderman, Menton, France
- 2019 : Les années 1980, Galerie Templon, Paris, France[18]

## Œuvres

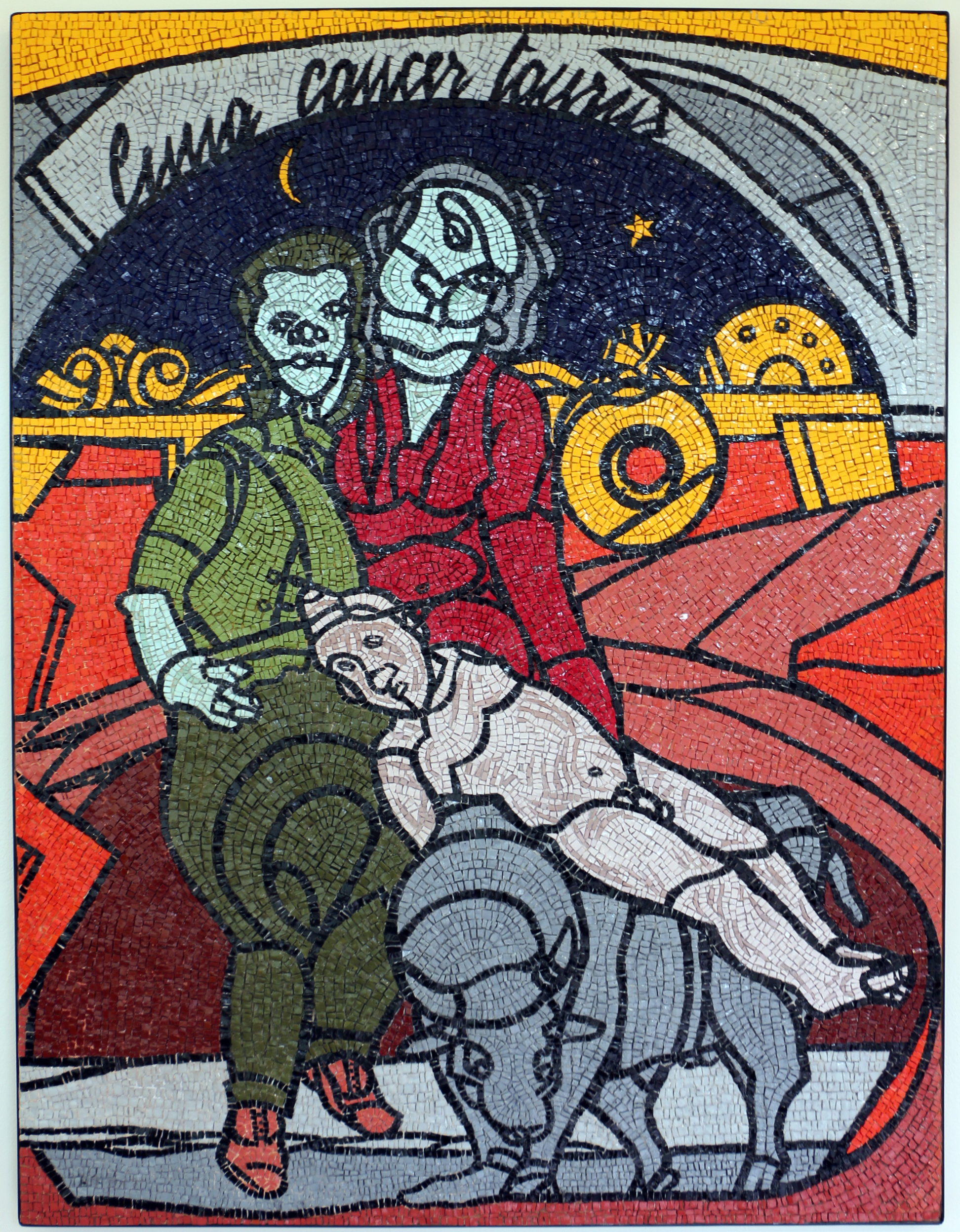
Mosaïque, 2013

En 2009, Valerio Adami réalise l'estampe du portfolio créé par Cristel Éditeur d'Art pour le 6e Prix Jacques-Goddet (Trophée Carrefour), prix qui récompense chaque année le meilleur article de la presse francophone publié durant le Tour de France.

## Filmographie
- 2016 : Valerio Adami. Portrait dans le temps, film documentaire de Christophe Penot
- 2021 : Valerio Adami, seul de son espèce, film documentaire de Christophe Penot pour l'exposition "Figurez-vous..." organisée par la ville de Dinard en 2021.

## Publications
- Les Règles du montage : sinopie, Paris, Éditions Plon, 1988,  (ISBN 2-259-02040-2)
- Dessiner : La Gomme et les Crayons, Paris, Éditions Galilée, coll. « Écritures/figures », 2002, 64 p.  (ISBN 978-2-7186-0586-9)
- Valerio Adami « Transfigurations », textes de Christophe Penot, Cristel Éditeur d'Art, 2016